# Muriël Fernandes
Muriël Fernandes is een Surinaams-inheems kapitein. Ze is sinds 2011 dorpshoofd van Cassipora in het district Para. Later werd ze ook leider van de Arowakken (Lokono) en in 2022 voorzitter van de Vereniging Inheemse Dorpshoofden Suriname (VIDS).

## Biografie
Muriël Fernandes had in 2011 bekendheid onder de inheemse Surinamers vanwege haar bijdragen in de nieuwsbrief Maraka van de Vereniging van Inheemse Dorpshoofden in Suriname (VIDS), waarin ze schreef over wetenswaardigheden van inheemsen in het district Para. Aan het begin van dat jaar werd ze gekozen tot kapitein (dorpshoofd) van het dorp Cassipora.
Het recreatieoord Blaka Watra kwam in het beheer van Cassipora na een overstroming in 2002. Fernandes sprak in 2013 met de bestuursdienst af de hygiëne in Blaka Watra te verbeteren en te zorgen voor lifeguards. Hierna werd het oord weer voor het publiek geopend. Gedurende enkele jaren had ze een conflict over de rechten van het beheer met Lesley Artist van Redidoti, maar uiteindelijk behield ze die voor Cassipora als oorspronkelijke eigenaar van het grondstuk. In 2015 verkreeg ze met het recreatiegebied, inclusief de nieuw aangelegde kinderboerderij, de kwaliteitscertificering van de regering.
In 2015 speelde een grondenrechtenkwestie toen er grondaanvragen in het dorp waren gedaan waarover niemand in Cassipora was geïnformeerd. De kwestie sprak ze met minister Steven Relyveld van Ruimtelijke Ordening, Grond- en Bosbeheer uit toen hij Cassipora als eerste minister ooit bezocht. Met het aantreden van het kabinet-Santokhi/Brunswijk in 2020 waren de grondenrechten echter nog steeds onvoldoende geregeld.
Een andere kwestie waar ze het geregeld mee te stellen heeft, is de vernieling van de weg door vrachtwagens met houtblokken. Haar bewoners barricadeerden de weg in Para-Oost in juni 2015 om te voorkomen dat het dorp onbereikbaar zou raken en de bussen hun kinderen niet meer naar school konden pendelen. Ze overlegde over het probleem met de houtondernemers en legde dat in 2017 in handen van districtscommissaris Armand Jurel toen kinderen van Cassipora schooldagen en een schoolonderzoek hadden gemist. Jurel verbood toen vrachtverkeer boven de vier ton en legde het houttransport vervolgens in een spoedcontact stil, omdat houtondernemers het verbod bleven negeren. In 2021 werd het verbod nog steeds overtreden en was de weg opnieuw een kraterlandschap.
Fernandes was in 2022 al leider van de Arowakken (Lokono) en werd in 2022 gekozen tot voorzitter van de VIDS.